# サンドロ・ノタロベルト
サンドロ・ノタロベルト・ペーシ（Sandro Notaroberto Peci , 1998年3月10日 - ）は、ベネズエラ・ミランダ州カラカス出身のプロサッカー選手。リーガFUTVEのカラカスFCに所属している。ポジションはDF。

## 来歴
2010年に国内リーグのデポルティーボ・ラ・グアイラのユースチームに入団し、2015年にトップチームに昇格。同年8月15日のデポルティーボ・タチラFC戦でプロデビュー。2016年シーズンはスリアFCにローン移籍し、3月4日のポルトゥゲサFC戦で初出場。同年シーズンはリーグ戦27試合に出場。翌2017年シーズンは、コパ・リベルタドーレス2017のシャペコエンセ戦でコパ・リベルタドーレスデビュー。同年シーズン途中にラ・グアイラに復帰した。

## 代表歴
2015年にパラグアイで開催された南米U-17選手権に、U-17ベネズエラ代表として出場し、U-17ブラジル戦に勝利。また同年からはU-20代表にも招集され、2017年にエクアドルで開催された南米ユース選手権のU-20代表に招集されたが、本大会は不出場に終わった。